# 181

## Esdeveniments
- Alexandria (Egipte): El filòsof grec Pantè és nomenat mestre de l'escola catequètica de la ciutat.[1]
- El volcà associat al llac Taupo a Nova Zelanda entra en erupció, un dels més grans de la Terra en els últims 5.000 anys. Els efectes d'aquesta erupció es veuen tan lluny com Roma i la Xina.[2]

## Naixements
- Xina - Neix el que es convertiria en el millor estrateg de l'época dels Tres Regnes, Zhuge Liang.